# La Mancha (Ciudad Real)
La comarca de la Mancha es una de las seis  comarcas en que la Diputación Provincial de Ciudad Real divide la provincia de Ciudad Real, en España. Está situada en el noreste de la provincia, y forma parte de la región natural multiprovincial de La Mancha, a la cual también se adscriben otros territorios de la provincia de Ciudad Real no incluidos en esta comarca, como el Campo de Montiel o el Campo de Calatrava.
Los municipios que la forman han pertenecido históricamente a la Orden de Santiago o a la Orden de San Juan. Los primeros, suelen adscribirse a las comarcas históricas de la Mesa del Quintanar (los municipios que formaron parte del Común de La Mancha) o del Campo de Montiel (los que pertenecieron al Común de Montiel). Los segundos suelen adscribirse al Campo de San Juan.

## Municipios
| Municipio                 | Población | Superficie | Densidad |
| ------------------------- | --------- | ---------- | -------- |
| Tomelloso                 | 37.532    | 241,82     | 155,21   |
| Alcázar de San Juan       | 31.269    | 666,78     | 47,47    |
| Valdepeñas                | 30.617    | 487,65     | 61,98    |
| Manzanares                | 19.027    | 474,22     | 40,12    |
| Daimiel                   | 18.389    | 438,30     | 41,96    |
| La Solana                 | 16.392    | 134,18     | 122,16   |
| Campo de Criptana         | 14.870    | 302,41     | 49,17    |
| Socuéllamos               | 13.357    | 374,10     | 35,70    |
| Villarrubia de los Ojos   | 11.185    | 281,86     | 39,68    |
| Herencia                  | 8.989     | 226,74     | 39,64    |
| Pedro Muñoz (Ciudad Real) | 7.595     | 101,31     | 84,84    |
| Argamasilla de Alba       | 7.387     | 397,22     | 18,60    |
| Membrilla                 | 6.474     | 143,94     | 44,98    |
| Villarta de San Juan      | 3.134     | 66,01      | 47,48    |
| Arenas de San Juan        | 1.055     | 63,09      | 16,72    |
| Puerto Lápice             | 1.051     | 54,85      | 19,16    |
| Arenales de San Gregorio  | 728       | 31,19      | 23,34    |
| Llanos del Caudillo       | 726       | 20,45      | 35,50    |
| Las Labores               | 673       | 34,14      | 19,71    |
| Ruidera                   | 636       | 39,20      | 16,22    |